# Amerikai-indián háborúk
Az amerikai-indián háborúk, más néven amerikai határháborúk és indiánháborúk, az európai kormányok és gyarmatosítók, majd később az Amerikai Egyesült Államok kormánya és az amerikai telepesek vívtak különböző indián törzsek ellen Észak-Amerikában. Ezek a konfliktusok a legkorábbi, 17. századi gyarmati települések idejétől a 20. század elejéig tartottak az Egyesült Államokban. A különböző háborúk a legkülönbözőbb tényezőkből fakadtak, a leggyakoribb a telepesek és a kormányok indián törzsek földjeire való törekvése volt. Az európai hatalmak és gyarmataik szövetséges indián törzseket is igénybe vettek, hogy segítsenek nekik az egymás gyarmati települései elleni hadviselésben. Az amerikai forradalom után számos konfliktus helyi jellegű volt, és gyakran a földhasználat körüli vitákról szólt; egyes konfliktusok erőszakos megtorlás ciklusait vonták maguk után.
Ahogy a telepesek 1780 után nyugat felé terjeszkedtek az Egyesült Államokban, a telepesek és a különböző indián törzsek közötti fegyveres konfliktusok mérete, időtartama és intenzitása megnőtt. A tetőpontot az 1812-es háború jelentette, amikor az Egyesült Államok középnyugati és déli részén lévő nagy indián koalíciók harcoltak az Egyesült Államok ellen, majd veszítettek. A telepesekkel való konfliktusok egyre ritkábban fordultak elő, és általában a szövetségi kormány és az egyes törzsek közötti szerződésekkel oldották meg őket, amelyek gyakran megkövetelték a törzsektől, hogy földet adjanak el vagy adjanak át az Egyesült Államoknak. Ezeket a szerződéseket az amerikai kormány gyakran megszegte. Az 1830. évi indián eltávolítási törvény felhatalmazta az amerikai kormányt arra, hogy az indián törzseket arra kényszerítse, hogy a Mississippitől keletre fekvő területekről nyugatra, az amerikai határvidékre költözzenek, különösen az indián területre, amelyből Oklahoma lett. Ahogy a telepesek terjeszkedtek a Nagy-síkságon és az Egyesült Államok nyugati részén, az e régiókban élő nomád és félnomád indián törzseket arra kényszerítették, hogy rezervátumokba költözzenek.
Az indiánok és az első nemzetek törzsei és koalíciói gyakran nyertek csatákat a betolakodó telepesekkel és katonákkal szemben, de számuk túl kevés volt, erőforrásaik pedig túl korlátozottak ahhoz, hogy átmeneti győzelmeknél és engedményeknél többet nyerjenek az Egyesült Államoktól.

## Az indián népességre gyakorolt hatások
Az Egyesült Államok 2010-es népszámlálása szerint 2 932 248 amerikai azonosította magát amerikai indián vagy alaszkai őslakosként, ami az USA lakosságának körülbelül 0,9%-a. A 2011-es kanadai népszámlálás szerint 1 836 035 kanadai azonosította magát „első nemzetekhez” tartozónak (vagy inuitként vagy métisként), ami a kanadai lakosság körülbelül 4,3%-a volt. Nincs konszenzus arról, hogy hány ember élt Amerikában az európaiak érkezése előtt, de erről kiterjedt kutatások folynak.. A kortárs becslések 2,1 millió és 18 millió között mozognak, akik az európai gyarmatosítás előtt éltek az észak-amerikai kontinensen.
Az indiánok száma a 19. században félmillió alá csökkent, mivel az eurázsiai betegségek, mint az influenza, a tüdőpestis és a fekete himlő, az európai jövevényekkel való konfliktusokkal, erőszakos kitelepítésekkel, rabszolgasorba taszítással, bebörtönzéssel és nyílt háborúkkal együtt csökkentették a népességet és felbomlasztották a hagyományos társadalmakat.
Az Egyesült Államok Népszámlálási Irodája (1894) közölte becslését a kifejezetten háború okozta halálesetekről az 1789 és 1891 közötti 102 év alatt, beleértve 8500 indiánt és 5000 fehéret, akiket „egyéni ügyekben” öltek meg:
Az Egyesült Államok kormánya alatti indiánháborúk száma meghaladta a 40-et. Ezek mintegy 19 000 fehér férfi, nő és gyermek életébe kerültek, beleértve az egyéni harcokban elesetteket, és mintegy 30 000 indián életébe. Az elesett és megsebesült indiánok tényleges száma sokkal magasabb lehet, mint a megadott szám ... Ötven százalékkal több lenne a biztonságos becslés.